# Ilhas de Barlavento (arquipélago da Sociedade)
As Ilhas do Barlavento (em francês Îles-du-Vent; em taitiano Ni’a mata’i mā) são o conjunto das ilhas orientais do arquipélago da Sociedade, um dos cinco arquipélagos que constituem a Polinésia Francesa. As ilhas de Barlavento localizam-se a leste das Ilhas de Sotavento, a segunda divisão administrativa e geográfica do arquipélago da Sociedade. As ilhas de Barlavento são as ilhas maiores da Polinésia Francesa e concentram a maioria da população do território, cerca de 75%.
O grupo Barlavento é composto por quatro ilhas (catorze comunas):
- Taiti, dividida em treze comunas;
- Moorea, sede de uma única comuna partilhada com a ilha de Maiao;
- Maiao, uma única comuna partilhada com a ilha de Moorea;
- Mehetia, ilha desabitada, fazendo parte da comuna Taiarapu-Est, localizada na ilha do Taiti.

E por um atol:
- Tetiaroa, atol dependente da comuna Arue, localizada no Taiti.